# Toni Rajala
Toni Rajala (* 29. März 1991 in Parkano) ist ein finnischer Eishockeyspieler, der seit Juli 2016 beim EHC Biel aus der Schweizer National League unter Vertrag steht und dort auf der Position des rechten Flügelstürmers spielt. Mit der finnischen Nationalmannschaft gewann Rajala in den Jahren 2019 und 2022 den Weltmeistertitel sowie den Olympiasieg bei den Olympischen Winterspielen 2022.

## Karriere

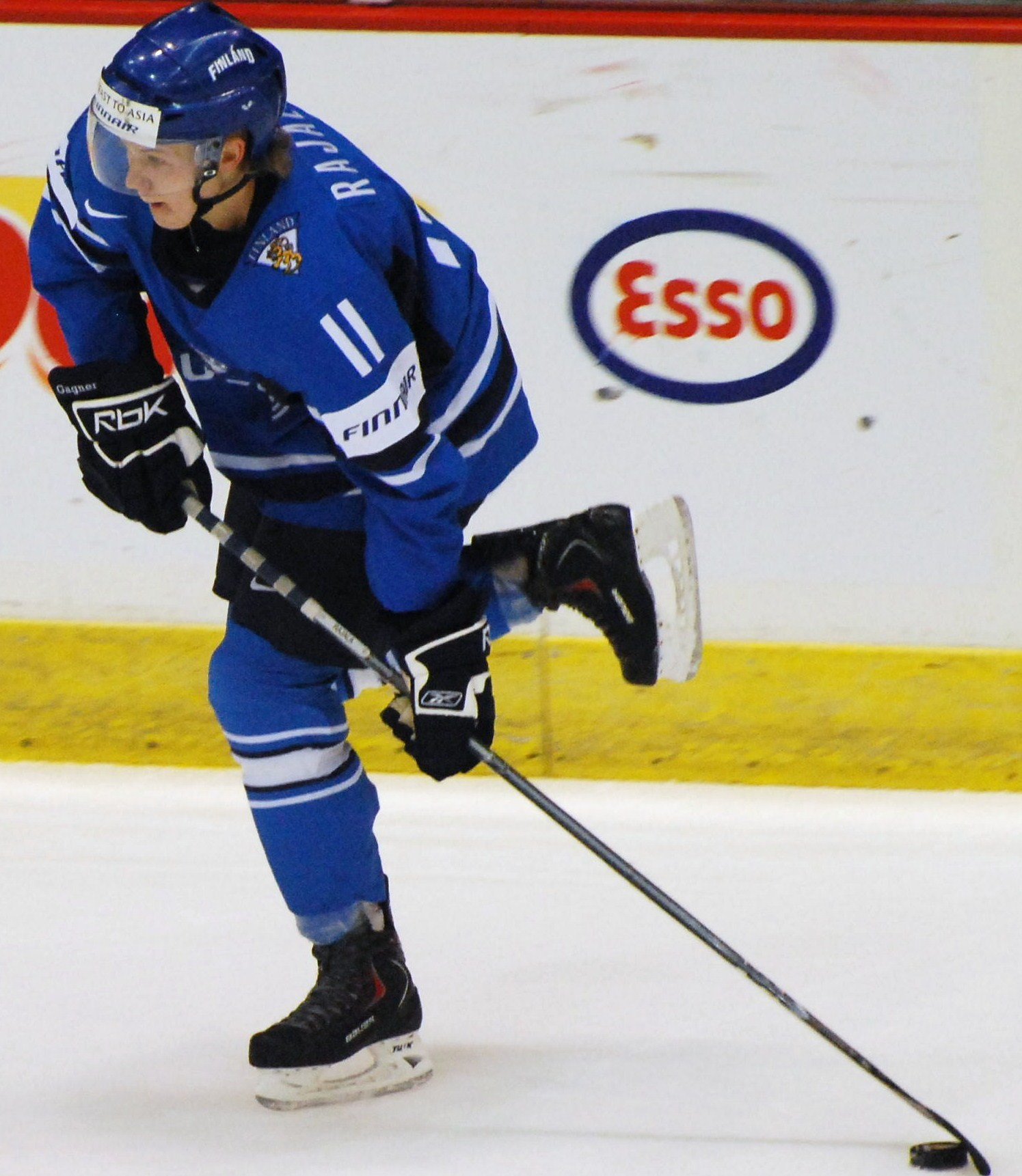
Rajala bei der U20-Junioren-Weltmeisterschaft 2010

Rajala begann seine Karriere als Eishockeyspieler im Nachwuchsbereich von Tampereen Ilves, für dessen Profimannschaft er in der Saison 2008/09 sein Debüt in der SM-liiga gab. Dabei erzielte der Angreifer in 24 Spielen zwei Tore und bereitete drei vor. Zudem lief er in vier Spielen für die finnische U20-Nationalmannschaft in der zweitklassigen Mestis auf. Daraufhin wurde er im NHL Entry Draft 2009 in der vierten Runde als insgesamt 101. Spieler von den Edmonton Oilers aus der National Hockey League (NHL) ausgewählt. Anschließend erhielt er einen NHL-Einstiegsvertrag über drei Jahre Laufzeit von den Oilers.
Zunächst wechselte der Linksschütze jedoch für die Saison 2009/10 zu den Brandon Wheat Kings in die kanadische Juniorenliga Western Hockey League (WHL). Beim Memorial Cup 2010 wurde der Spieler als fairster Spieler des Turniers mit der George Parsons Trophy ausgezeichnet. Zur Saison 2010/11 kehrte der Finne leihweise zu Tampereen Ilves in die SM-liiga zurück. Diese Leihe wurde ein Jahr später um eine weitere Saison verlängert, ehe Rajala im September 2013 zu den Oklahoma City Barons, dem Farmteam Edmontons, aus der American Hockey League (AHL) geschickt wurde. Für die Barons erzielte Rajala in der Folge 61 Scorerpunkte in 63 AHL-Partien. Ebenso kam er bei den Stockton Thunder in der ECHL zu Einsätzen, wo er im Saisonverlauf auch am ECHL All-Star Game teilnahm. Im August 2013 einigte sich der Stürmer auf eine Vertragsauflösung mit den Oilers und war anschließend vereinslos, ehe er vom HV71 aus der Svenska Hockeyligan (SHL) für die Saison 2013/14 verpflichtet wurde. 
Im Mai 2014 wechselte Rajala zum HK Jugra Chanty-Mansijsk in die Kontinentale Hockey-Liga (KHL), kehrte jedoch bereits im November 2014 nach Schweden zurück und heuerte bei Färjestad BK an, wo er die Spielzeit 2014/15 beendete. Im Spieljahr 2015/16 stand der Finne für deren Ligakonkurrenten Luleå HF in der SHL auf dem Eis. Anschließend wechselte er zum EHC Biel in der Schweizer National League A (NLA). Dort fand Rajala schließlich langfristig eine sportliche Heimat, nachdem sein zunächst auf ein Jahr befristeter Vertrag schon im November 2016 erstmals um zwei Jahre verlängert wurde. Nach weiteren Vertragsverlängerungen in den Jahren 2018 und 2021 führte er die Seeländer als Topscorer der Playoffs im Frühjahr 2023 zur Vizemeisterschaft. Im Dezember desselben Jahres erfolgte daher bereits die vierte Verlängerung des Arbeitsverhältnisses.

### International
Für Finnland nahm Rajala im Juniorenbereich an den U18-Junioren-Weltmeisterschaften 2008 und 2009 sowie den U20-Junioren-Weltmeisterschaften 2009, 2010 und 2011 teil. Bei der Weltmeisterschaft 2019 gewann der Stürmer mit Finnland den Weltmeistertitel. Anschließend gehörte Rajala auch bei den Olympischen Winterspielen 2022 in Peking zum finnischen Aufgebot und errang dort die erste Goldmedaille in der Geschichte des Landes. Im selben Jahr siegten die Finnen mit Rajala im Kader auch bei der Weltmeisterschaft 2022.

## Erfolge und Auszeichnungen
| - 2010 George Parsons Trophy - 2013 Teilnahme am ECHL All-Star Game - 2023 Schweizer Vizemeister mit dem EHC Biel | - 2023 Topscorer der NL-Playoffs - 2023 Bester Torschütze der NL-Playoffs |

### International
| - 2008 Bester Torschütze der World U-17 Hockey Challenge - 2008 All-Star-Team der World U-17 Hockey Challenge - 2009 Bronzemedaille bei der U18-Junioren-Weltmeisterschaft - 2009 Topscorer der U18-Junioren-Weltmeisterschaft - 2009 Bester Torschütze der U18-Junioren-Weltmeisterschaft | - 2009 Bester Stürmer der U18-Junioren-Weltmeisterschaft - 2009 All-Star-Team der U18-Junioren-Weltmeisterschaft - 2019 Goldmedaille bei der Weltmeisterschaft - 2022 Goldmedaille bei den Olympischen Winterspielen - 2022 Goldmedaille bei der Weltmeisterschaft |

## Karrierestatistik
Stand: Ende der Saison 2024/25

### International
Vertrat Finnland bei:
| - World U-17 Hockey Challenge 2008 - U18-Junioren-Weltmeisterschaft 2008 - U20-Junioren-Weltmeisterschaft 2009 - U18-Junioren-Weltmeisterschaft 2009 - U20-Junioren-Weltmeisterschaft 2010 | - U20-Junioren-Weltmeisterschaft 2011 - Weltmeisterschaft 2019 - Olympischen Winterspielen 2022 - Weltmeisterschaft 2022 |

(Legende zur Spielerstatistik: Sp oder GP = absolvierte Spiele; T oder G = erzielte Tore; V oder A = erzielte Assists; Pkt oder Pts = erzielte Scorerpunkte; SM oder PIM = erhaltene Strafminuten; +/− = Plus/Minus-Bilanz; PP = erzielte Überzahltore; SH = erzielte Unterzahltore; GW = erzielte Siegtore; 1 Play-downs/Relegation; Kursiv: Statistik nicht vollständig)